# Alexandre Calame

Paisaje suizo por Alexandre Calame

Alexandre Calame (28 de mayo de 1810 – 19 de marzo de 1864) fue un pintor y grabador suizo.
Nació en Arabie, que en este momento perteneció a Corsier-sur-Vevey, hoy parte de Vevey. Fue hijo de un trabajador calificado de mármol, pero dado que su padre perdió el acervo familiar, Calame no podía concentrarse en el arte, sino que tuvo que trabajar en un banco desde que tenía 15 años. Cuando su padre se cayó de un edificio y murió, fue la responsabilidad de Calame mantener su madre.
En su tiempo libre empezó a dibujar vistas pequeñas de Suiza. En 1829 conoció su mecenas, el banquero Diodati, que hizo posible que Calame estudiara bajo el pintor de paisajes François Diday.  Después de unos meses decidió dedicarse totalmente al arte.
En 1835 comenzó exponiendo sus pinturas de bosques y los Alpes suizos en París y Berlín. Se convirtió en bastante conocido, en particular en Alemania, aunque Calame fue más de un dibujante que un ilustrador. En 1842 fue a París y expuso sus obras Mont Blanc, el Jungfrau, el Brienzersee, el Pico Dufour y el Cervino. 
Fue a Italia en 1844 y devolvió desde Roma y Nápoles muchos cuadros, incluyendo una de las ruinas de Paestum (en el museo en Leipzig). Demostró que fue capaz de comprender la naturaleza italiana; pero los Alpes seguían como su especialidad.
Uno de sus obras más ingenias es la representación de las estaciones y tiempos del día en cuatro paisajes, una mañana en la primavera en el sur, un mediodía de verano en las planicies nórdicas, una tarde en el otoño y una noche invernal en una montaña. Con estas obras grandes, se convirtió en conocido, y su popularidad aumentó con cuadros y litografías más pequeños, a saber 18 estudios de Lauterbrunnen y Meiringen y las 24 hojas de los pasos alpinos.  Estos fueron generalizados en Francia, Inglaterra y Alemania y quedan empleados para enseñar este estilo de pintura.
Murió en Menton siendo su cuerpo trasladado a Ginebra y enterrado en el Cementerio de los Reyes.

## Selección de obras
- Blick von Petit Saconnex auf Genf und den Montblanc, 1834, Leinwand, 31×44 cm. (Winterthur, Stiftung Oskar Reinhart)
- Die Tempelruinen von Paestum, 1847, Leinwand, 195×260 cm.(Leipzig, Museum of Art)